# Потсдам (округ)
Округ Потсдам был образован в 1952 году после ликвидации земель на территории Германской Демократической Республики как один из 15 округов.
Он состоял из 15 районов, 2 городов окружного подчинения и 755 коммун. В связи с воссозданием земель был ликвидирован в 1990 году.